# Кадерцоне-Терме
Кадерцоне-Терме (італ. Caderzone Terme) — муніципалітет в Італії, у регіоні Трентіно-Альто-Адідже,  провінція Тренто.
Кадерцоне розташоване на відстані близько 500 км на північ від Рима, 30 км на захід від Тренто.
Населення — 665 осіб (2014).
Покровитель — Сан-Джуліано.

## Демографія
Населення за роками:

Станом на 1 січня 2023 року в муніципалітеті офіційно проживало 55 іноземців з 14 країн, серед них 22 громадяни країн Євросоюзу та 5 громадян України.

## Сусідні муніципалітети
- Боченаго
- Каризоло
- Джустіно
- Массімено
- Пінцоло
- Сп'яццо
- Стрембо